# Kadumane Estate, Sakleshpur
Kadumane Estate là một làng thuộc tehsil Sakleshpur, huyện Hassan, bang Karnataka, Ấn Độ.